# Antonia Sales
Antonia Rojas Sales (Pucallpa, 13 de junio de 1954),  es una política brasileña nacida en el Perú afiliada al MDB. 
En las elecciones del 2022 fue elegida diputada estadual del estado de Acre, habiendo ya sido elegido en otras cuatro oportunidades desde el 2002.Esta casada con el ex alcalde de Cruzeiro do Sul Vagner Sales, y madre de la ex diputada federal Jéssica Sales.